# Közkincs
A közkincs egy szellemi alkotásokra vonatkozó (leggyakrabban szerzői jogi) fogalom, mely olyan művet, alkotást jelent, amelynek felhasználására a szerző nem ír elő korlátozást. "A szellemi tulajdon tárgyai azok a szellemi javak (műszaki szellemi alkotások, árujelzők, művek, szomszédos jogi teljesítmények), amelyeket a jogi szabályozás – speciális oltalmi formák révén, előre megszabott feltételekkel – a közkincs köréből időlegesen kivon."

## A római jogban
A közkincs "res omnium communes" néven ismert volt már a római jogban is. Ide tartoztak pl. a levegő és a folyóvíz. Beszéltek továbbá senki tulajdonában nem levő dolgokról (res nullius) illetve közhasználatról (usus publicus). Megjelent a közkincs a mai értelemben vett szerzői jog által védett alkotások tekintetében is. A Kr. u. 4. században élt szónok, Symmachus szerint "a nyilvános szónoklat közkincs" (Oratio publicata res libera est.)

## A szellemi alkotások jogában
- Bobrovszky Jenő hangsúlyozza: "A közkincs rendszerében számos speciális alrendszer van: tágabb és szűkebb értelmezésű szellemi tulajdoni közkincs, speciális vonások szellemi tulajdoni jogintézmények, időpontok, országok, a törvényi és szerződéses alapok szerint...

tehát a közkincs nem egyetlen, autonóm, uniformizált fogalom, hanem csak az egyes jogintézmények kontextusában határozható meg. Így több szekciója, rétege, ”bugyra” van, valamennyi földrajzi, időbeli és jogintézményi kategória."
- Közkincsnek minősül az elvileg iparjogvédelmi illetőleg szerzői jogi oltalomban részesíthető, de oltalmazni nem kívánt ("dedicated") szellemi alkotás, amennyiben azt a szerzője közkincsnek minősíti.
- A lejárt oltalmi idejű szellemi javak, pl. szabadalmak, formatervezési minták, szerzői művek.
- Közkinccsé válik egy védjegy, ha védjegyoltalmát köznévvé válása miatt veszti el.
- mindaddig, amíg egy alkotás akár a szerzői jog, akár bármely iparjogvédelmi oltalmi forma szerinti oltalom alatt áll, nem tekinthető közkincsnek még akkor sem, ha egy másik oltalmi forma szerinti oltalom már lejárt. Ha pedig a lejárt szerzői jogi oltalmú alkotás védjegyoltalom alatti elemet (többnyire ábrát) is tartalmaz, akkor ezen elem tekintetében nem áll be a közkincs-státus.[5] Így különösen: egy adott grafikai alkotás fennálló védjegyoltalma ideje alatt nem tekinthető közkincsnek akkor sem, ha egyébként a szerzői jogi oltalmi idő lejárt.[6]

Bobrovszky Jenő írja: "Jelentős a jogintézmények szerinti eltérés, főként a nyilvánossá válás jogi hatása, a közkincsbe helyezhetőség, illetve az utilitárius-funkcionális alkotások oltalmazhatósága vagy közkincsbe tartozása tekintetében.
Számos speciális vonás jelentkezik az időmúlás és az egyes országok szempontjából is. Pl. egy szerzői mű illetve hangfelvétel oltalma az egyik országban még nem járt le, a másikban már közkincs. Az oltalmi idők ütközése (Kanadában közkincs, de Európában az oltalom 20 évvel több) jelenleg komoly jogi problémákat okoz egy internetes, szabad letöltésű zeneszolgáltatónak (Online Public Domain Library). Hasonló helyzet volt 2007 végéig József Attila műveivel kapcsolatban, amelyek Magyarországon még védettek, Kanadában viszont már közkincsként elérhetők voltak az interneten.

Egyes vélemények szerint az interneten mindenütt hozzáférhető művek globális közkincs státuszban kell legyenek, vagyis nem sérthetnek szerzői jogot egyetlen országban sem.

Eltérő lehet a védjegyek közkincs helyzete is országok szerint. Pl. az aszpirin védjegy Kanadában és esetleg máshol is védett, az USA-ban viszont közkincs."

## A know-how
A Polgári törvénykönyv védi azokat a szellemi alkotásokat is, amelyekről külön jogszabályok nem rendelkeznek, de amelyek társadalmilag széles körben felhasználhatók és még közkinccsé nem váltak.